# Morehouse Parish
Das Morehouse Parish (französisch Paroisse de Morehouse) ist ein Parish im Bundesstaat Louisiana der Vereinigten Staaten. Bei der Volkszählung im Jahr 2020 hatte das Parish 25.629 Einwohner und eine Bevölkerungsdichte von 12,5 Einwohnern pro Quadratkilometer. Der Verwaltungssitz (Parish Seat) ist Bastrop.

## Geographie
Das Parish liegt im Norden von Louisiana, grenzt an Arkansas, ist im Osten etwa 40 Kilometer von Mississippi entfernt und hat eine Fläche von 2085 Quadratkilometer, wovon 28 Quadratkilometer Wasserfläche sind. Es grenzt an folgende Parishes und Countys:
| Union County (Arkansas) | Ashley County (Arkansas) | Chicot County (Arkansas) |
| Union Parish            |                          | West Carroll Parish      |
| Ouachita Parish         |                          | Richland Parish          |

## Geschichte
Morehouse Parish wurde 1844 aus Teilen des Carroll Parish und des Ouachita Parish gebildet. Benannt wurde es nach Abraham Morehouse, einem der ersten weißen Siedler der Region.
Neun Bauwerke und Stätten des Parish sind im National Register of Historic Places eingetragen (Stand 7. November 2017).

## Demografische Daten

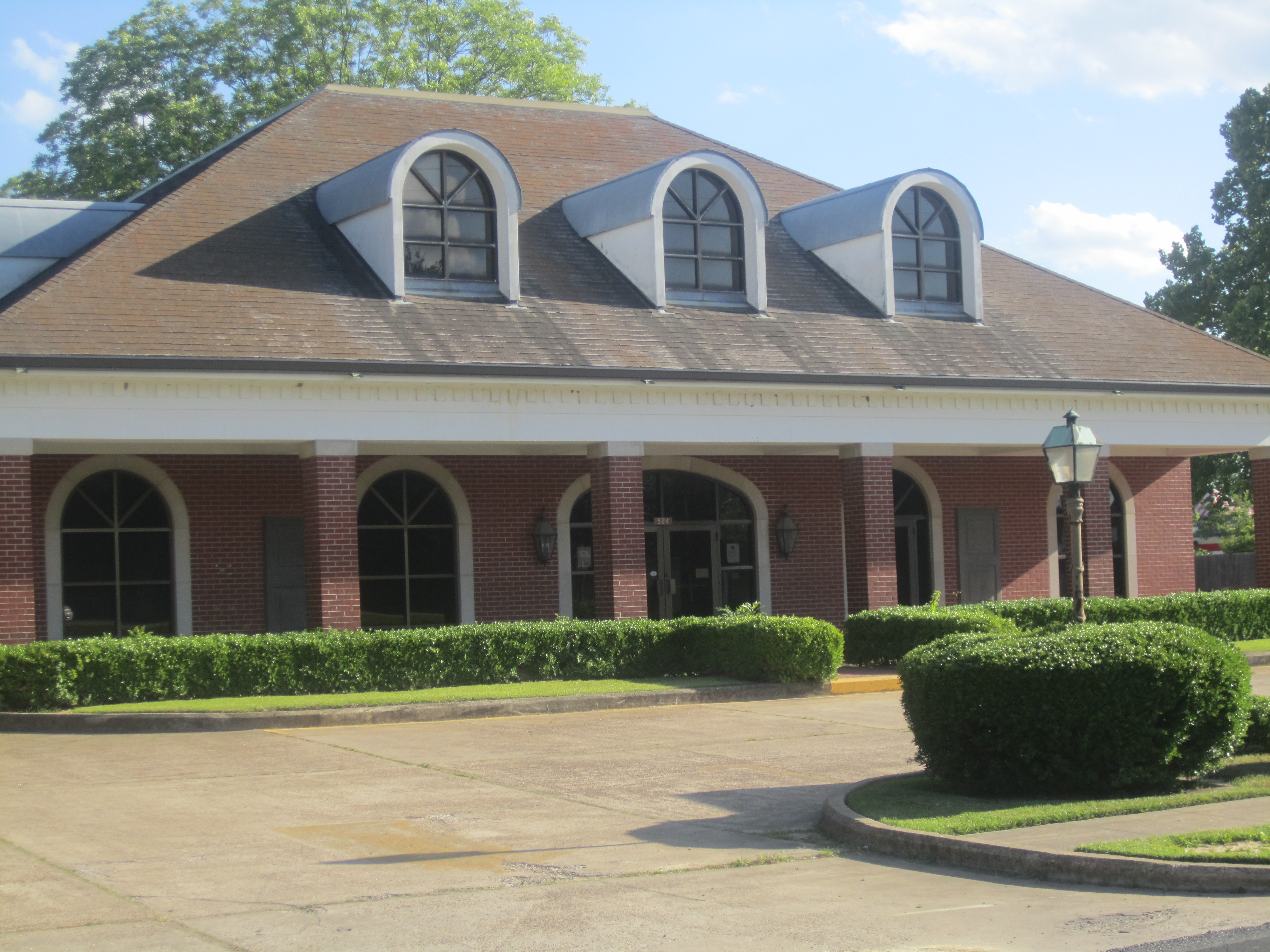
Morehouse Parish Library

Nach der Volkszählung im Jahr 2000 lebten im Morehouse Parish 31.021 Menschen; es wurden 11.382 Haushalte und 8.320 Familien gezählt. Die Bevölkerungsdichte betrug 15 Einwohner pro Quadratkilometer. Ethnisch betrachtet setzte sich die Bevölkerung zusammen aus 55,76 Prozent Weißen, 43,36 Prozent Afroamerikanern, 0,13 Prozent amerikanischen Ureinwohnern, 0,18 Prozent Asiaten, 0,01 Prozent Bewohnern aus dem pazifischen Inselraum und 0,12 Prozent aus anderen ethnischen Gruppen. 0,44 Prozent stammten von zwei oder mehr Ethnien ab. 0,74 Prozent der Bevölkerung waren spanischer oder lateinamerikanischer Abstammung, die verschiedenen der genannten Gruppen angehörten.
Von den 11.382 Haushalten hatten 33,3 Prozent Kinder und Jugendliche unter 18 Jahre, die bei ihnen lebten. 49,1 Prozent waren verheiratete, zusammenlebende Paare, 19,8 Prozent waren allein erziehende Mütter, 26,9 Prozent waren keine Familien, 24,4 Prozent waren Singlehaushalte und in 11,6 Prozent lebten Menschen im Alter von 65 Jahren oder darüber. Die Durchschnittshaushaltsgröße betrug 2,64 und die durchschnittliche Familiengröße lag bei 3,14 Personen.
Auf das gesamte Parish bezogen setzte sich die Bevölkerung zusammen aus 27,5 Prozent Einwohnern unter 18 Jahren, 9,5 Prozent zwischen 18 und 24 Jahren, 26,4 Prozent zwischen 25 und 44 Jahren, 21,4 Prozent zwischen 45 und 64 Jahren und 15,1 Prozent waren 65 Jahre alt oder darüber. Das Durchschnittsalter betrug 36 Jahre. Auf 100 weibliche kamen statistisch 91,4 männliche Personen. Auf 100 Frauen im Alter von 18 Jahren oder darüber kamen 86,1 Männer.
Das jährliche Durchschnittseinkommen eines Haushalts betrug 25.124 USD, das Durchschnittseinkommen der Familien betrug 31.358 USD. Männer hatten ein Durchschnittseinkommen von 31.385 USD, Frauen 18.474 USD. Das Prokopfeinkommen betrug 13.197 USD. 21,3 Prozent der Familien 26,8 Prozent der Bevölkerung lebten unterhalb der Armutsgrenze. Darunter waren 35,9 Prozent der Kinder und Jugendlichen unter 18 Jahren und 23,8 Prozent der Menschen im Alter ab 65 Jahren.

## Orte im Parish

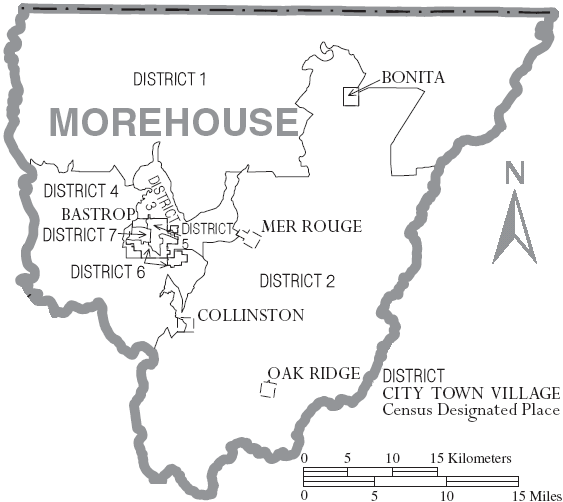
Karte des Morehouse Parishes

- Bastrop
- Beekman
- Bonita
- Bordenax
- Collinston
- Couters Neck
- Galion
- Geddie
- Gum Ridge
- Humphreys
- Jones
- Laark
- Log Cabin
- Marcarco
- McGinty
- Mer Rouge
- Naff
- Newhlock
- Oak Ridge
- Perryville
- Point Pleasant
- Robinson
- Rogers
- Sheltons
- Spyker
- Stampley
- Stevenson
- Twin Oaks
- Upland
- Uscarco
- Vaughn
- Wardville
- Windsor